# Матра (планински масив)
Матра (на унгарски: Mátra) е изгаснал вулканичен масив в Северна Унгария, издигащ се в крайната южна част на Западните Карпати. Простира се от запад на изток на протежение около 50 km и е разположен между долините на реките Задва (десен приток на Тиса) на запад и левият ѝ приток Тарна на изток. Максимална височина връх Кийкеш (1015 m), най-високата точка на Унгария. Изграден е основно от андезитови лави и туфи. Целият масив е дълбоко разчленен от речни долини, склоновете, особено южните са стръмни, а върховете конусовидни. От него водят началото си реките Тарноца, Бене, Аго и др., десни притоци на Тарна. Склоновете му са обрасли с дъбови и букови гори, а подножията му са заети от овощни градини и лозя, където бликат множество минерални извори, на базата на които са възникнали курортите Парад, Матрафюред, Кийкештетьо и др. Масивът Матра е втората по значение след езерото Балатон туристическа дестинация в Унгария. На южното му подножие е разположен град Дьондьош.